# Joint Bi-level Image Experts Group
El Grupo JBIG (Joint Bi-level Image Experts Group') es un grupo de expertos auspiciado por entes de normalización y grandes empresas cuyo objetivo es trabajar en la producción de estándares para codificación de imágenes en múltiples capas.  El comité reporta tanto a ISO como a ITU-T. El nombre oficial es ISO/IEC JTC1 SC29 Working Group 1, y es responsable de los estándares JPEG y JBIG. 
JBIG desarrolló el estándar IS 11544 (ITU-T T.82) para compresión de imágenes en múltiples capas. También puede ser utilizada para codificar imágenes en escalas de gris y color con número limitado de bits por pixel. Puede considerarse como una codificación de calidad tipo fax, similar a las codificaciones Group 3 y Group 4, con entre 20 y 80% de mejora en compresión sobre estos métodos (compresión de 20 a 1 con respecto a la imagen sin compresión).
La compresión JBIG produce imágenes generalmente más comprimidas que las producidas por TIFF G4.